# 江苏省历史文化名镇
江苏省历史文化名镇由江苏省人民政府公布。
第一批江苏省历史文化名镇：1995年公布，4个
第二批江苏省历史文化名镇：2001年2月19日公布，6个
第三批江苏省历史文化名镇：2004年1月18日公布，3个
第四批江苏省历史文化名镇：2006年12月26日公布，4个
第五批江苏省历史文化名镇：2008年4月30日公布，4个
第六批江苏省历史文化名镇：2009年10月29日公布，4个
第七批江苏省历史文化名镇：2013年8月12日公布，9个
第八批江苏省历史文化名镇：2017年2月9日公布，6个

## 分市名单

### 苏州市

#### 吴中区
- 东山镇（1，已升格为第五批中国历史文化名镇）
- 甪直镇（1，已升格为第一批中国历史文化名镇）
- 金庭镇（2）
- 光福镇（2，已升格为第七批中国历史文化名镇）
- 木渎镇（2，已升格为第二批中国历史文化名镇）

#### 昆山市
- 周庄镇（1，已升格为第一批中国历史文化名镇）
- 千灯镇（3，已升格为第三批中国历史文化名镇）
- 锦溪镇（5，已升格为第四批中国历史文化名镇）
- 巴城镇（8，已升格为第七批中国历史文化名镇）

#### 吴江区
- 同里镇（1，已升格为第一批中国历史文化名镇）
- 震泽镇（2，已升格为第六批中国历史文化名镇）
- 黎里镇（5，已升格为第六批中国历史文化名镇）
- 平望镇（8）
- 桃源镇（8）

#### 太仓市
- 沙溪镇（2，已升格为第二批中国历史文化名镇）

#### 常熟市
- 沙家浜镇（4，已升格为第四批中国历史文化名镇）
- 古里镇（7，已升格为第六批中国历史文化名镇）

#### 张家港市
- 凤凰镇（6，已升格为第五批中国历史文化名镇）

### 无锡市

#### 宜兴市
- 丁蜀镇（2）
- 周铁镇（7，已升格为第六批中国历史文化名镇）

#### 锡山区
- 荡口镇（3，已升格为第五批中国历史文化名镇）

#### 江阴市
- 长泾镇（6，已升格为第五批中国历史文化名镇）

### 泰州市

#### 泰兴市
- 黄桥镇（3，已升格为第二批中国历史文化名镇）

#### 姜堰区
- 溱潼镇 （5，已升格为第二批中国历史文化名镇）

#### 兴化市
- 沙沟镇（6，已升格为第五批中国历史文化名镇）

### 南京市

#### 高淳区
- 淳溪镇（4，已升格为第三批中国历史文化名镇）

#### 江都区
- 邵伯镇（4，已升格为第四批中国历史文化名镇）
- 大桥镇（7，已升格为第六批中国历史文化名镇）

#### 高邮市
- 界首镇（8，已升格为第七批中国历史文化名镇）
- 临泽镇（8，已升格为第七批中国历史文化名镇）

### 盐城市

#### 东台市
- 安丰镇（4，已升格为第三批中国历史文化名镇）
- 富安镇（7，已升格为第六批中国历史文化名镇）
- 时堰镇（8）

### 南通市

#### 海门区
- 余东镇（5，已升格为第四批中国历史文化名镇）

#### 如皋市
- 白蒲镇（7）

#### 如东县
- 栟茶镇（7，已升格为第六批中国历史文化名镇）

### 徐州市

#### 新沂市
- 窑湾镇（6）

### 镇江市

#### 丹徒区
- 宝堰镇（7）

### 淮安市

#### 淮阴区
- 马头镇（7）

### 常州市

#### 新北区
- 孟河镇（7，已升格为第六批中国历史文化名镇）